# Gabriela Agúndez
Gabriela Belem Agúndez García (La Paz, 4 agosto 2000) è una tuffatrice messicana.

## Biografia
Ha fatto parte della delegazione messicana ai Giochi centramericani e caraibici di Veracruz 2014, vincendo la medaglia d'oro nel sincro 10 metri, con la connazionale Alejandra Estrella, ed il bronzo nella piattaforma 10 metri.
Ai Giochi panamericani si è aggiudicata l'argento nella sincro 10 metri, gareggiando con la connazionale Alejandra Orozco.
Ha rappresentato il Messico a Giochi olimpici estivi di Tokyo 2020, dove ha vinto la medaglia di bronzo nel sincro 10 metri, sempre al fianco di Alejandra Orozco.

## Palmarès
| Anno        | Manifestazione                    | Sede              | Evento           | Risultato | Prestazione | Note |
| ----------- | --------------------------------- | ----------------- | ---------------- | --------- | ----------- | ---- |
| 2014        | Giochi centramericani e caraibici | Veracruz          | Piattaforma 10 m | Bronzo    | 271,60 p.   |      |
| 2014        | Giochi centramericani e caraibici | Veracruz          | Sincro 10 m      | Oro       | 291,18 p.   |      |
| 2017        | Mondiali                          | Budapest          | Piattaforma 10 m | 9ª        | 290,58 p.   |      |
| Sincro 10 m | Mondiali                          | Budapest          | 8ª P             | 284,46 p. |             |      |
| 2018        | Giochi olimpici giovanili         | Buenos Aires      | Trampolino 3 m   | 5ª        | 427,70 p.   |      |
| 2018        | Giochi olimpici giovanili         | Buenos Aires      | Piattaforma 10 m | Bronzo    | 405,55 p.   |      |
| 2018        | Giochi olimpici giovanili         | Buenos Aires      | Squadra mista    | 10ª       | 309,00 p.   |      |
| 2019        | Mondiali                          | Gwangju           | Piattaforma 10 m | 32ª P     | 219,45 p.   |      |
| 2019        | Mondiali                          | Gwangju           | Sincro 10 m      | 9ª        | 274,68 p.   |      |
| 2019        | Giochi panamercani                | Lima              | Piattaforma 10 m | 6ª        | 327,00 p.   |      |
| 2019        | Giochi panamercani                | Lima              | Sincro 10 m      | Argento   | 307,38 p.   |      |
| 2021        | Giochi olimpici                   | Tokyo             | Sincro 10 m      | Bronzo    | 299,70 p.   |      |
| 2023        | Mondiali                          | Fukuoka           | Squadra mista    | Argento   | 455,35 p.   |      |
| 2023        | Giochi panamericani               | Santiago del Cile | Piattaforma 10 m | Oro       | 361,55 p.   |      |
| 2023        | Giochi panamericani               | Santiago del Cile | Sincro 10 m      | Oro       | 315,42 p.   |      |
| 2024        | Mondiali                          | Doha              | Squadra mista    | Argento   | 412,80 p.   |      |
| 2025        | Mondiali                          | Singapore         | Sincro 10 m      | Argento   | 304,80 p.   |      |